# Nikolaj Nikitin (calciatore)
Nikolaj Nikolaevič Nikitin (in russo Николай Николаевич Никитин?; Mosca, 1895 – 21 settembre 1960) è stato un allenatore di calcio, calciatore e arbitro di calcio sovietico.
Nel 1915 è anche un arbitro della sezione di Mosca: dirige una partita di calcio non ufficiale.

## Palmarès

### Allenatore

#### Competizioni nazionali
- Coppa dell'Unione Sovietica: 1

Torpedo Mosca: 1949